# Mohlsdorf-Teichwolframsdorf
Mohlsdorf-Teichwolframsdorf is een landgemeente in de Landkreis Greiz in de Duitse deelstaat Thüringen, die op 1 januari 2012 uit de fusie van de gemeenten Mohlsdorf en Teichwolframsdorf ontstaan is.

## Geografie
De landgemeente ligt in het zuidoosten van de Landkreis Greis. In het oosten en zuiden vormen de gemeentegrenzen tegelijkertijd de deelstaatgrens van Thüringen met Saksen. Westelijk grenzen de stad Greiz en de gemeenten Neumühle/Elster aan het gemeentegebied, in het noordwesten en noordoosten de stad Berga/Elster en de tot de Verwaltungsgemeinschaft Ländereck behorende Seelingstädt. Tussen de beide hoofdplaatsen strekt zich het Werdauer-Greizer woud uit.

### Indeling
Tot de opheffing bestond de gemeente Mohlsdorf uit de ortsteilen Gottesgrün, Herrmannsgrün, Kahmer, Mohlsdorf, Reudnitz en Waldhaus, de gemeente Teichwolframsdorf uit de ortsteilen Großkundorf, Kleinreinsdorf, Sorge-Settendorf, Teichwolframsdorf en Waltersdorf met Rüßdorf. De beide voormalige gemeenten behielden na de fusie een Ortschaftsverfassung en daarmee een eigen Ortschaftsrat en een honorair burgemeester.
Het gemeentebestuur zetelt in Teichwolframsdorf.